# Slowakische Badmintonmeisterschaft 2006
Die Slowakische Badmintonmeisterschaft 2006 war die 14. Auflage der Titelkämpfe im Badminton in der Slowakei. Sie fand vom 6. bis zum 7. Mai 2006 in Prešov statt.

## Medaillengewinner
| Disziplin    | Gold                                                                 | Silber                                                                 | Bronze                                                                  |
| ------------ | -------------------------------------------------------------------- | ---------------------------------------------------------------------- | ----------------------------------------------------------------------- |
| Herreneinzel | Marián Šulko (Spoje Bratislava)                                      | Michal Matejka (M-Šport Trenčín)                                       | Tomáš Lobotka (CEVA Trenčín)                                            |
| Herreneinzel | Marián Šulko (Spoje Bratislava)                                      | Michal Matejka (M-Šport Trenčín)                                       | Lukáš Klačanský (CEVA Trenčín)                                          |
| Dameneinzel  | Kristína Ludíková (BK MI Trenčín)                                    | Kvetoslava Orlovská (BC Prešov)                                        | Gabriela Zabavníková (Lokomotíva Košice)                                |
| Dameneinzel  | Kristína Ludíková (BK MI Trenčín)                                    | Kvetoslava Orlovská (BC Prešov)                                        | Zuzana Orlovská (BC Prešov)                                             |
| Herrendoppel | Michal Matejka (M-Šport Trenčín) Marián Šulko (Spoje Bratislava)     | Marián Smrek (BC Prešov) Vladimír Závada (BC Prešov)                   | Róbert Eliaš (BC Prešov) Ladislav Tomčko (BK ATU Košice)                |
| Herrendoppel | Michal Matejka (M-Šport Trenčín) Marián Šulko (Spoje Bratislava)     | Marián Smrek (BC Prešov) Vladimír Závada (BC Prešov)                   | Lukáš Klačanský (CEVA Trenčín) Tomáš Lobotka (CEVA Trenčín)             |
| Damendoppel  | Alexandra Felgrová (BK MI Trenčín) Kristína Ludíková (BK MI Trenčín) | Kvetoslava Orlovská (BC Prešov) Zuzana Orlovská (BC Prešov)            | Petra Špilárová (BK ATU Košice) Gabriela Štefániková (Spoje Bratislava) |
| Damendoppel  | Alexandra Felgrová (BK MI Trenčín) Kristína Ludíková (BK MI Trenčín) | Kvetoslava Orlovská (BC Prešov) Zuzana Orlovská (BC Prešov)            | Mária Bednárová (BC Prešov) Radka Cibáková (Lokomotíva Košice)          |
| Mixed        | Ladislav Tomčko (BK ATU Košice) Kvetoslava Orlovská (BC Prešov)      | Michal Matejka (M-Šport Trenčín) Barbora Bobrovská (Lokomotíva Košice) | Róbert Eliaš (BC Prešov) Gabriela Zabavníková (Lokomotíva Košice)       |
| Mixed        | Ladislav Tomčko (BK ATU Košice) Kvetoslava Orlovská (BC Prešov)      | Michal Matejka (M-Šport Trenčín) Barbora Bobrovská (Lokomotíva Košice) | Juraj Kohút (BK MI Trenčín) Kristína Ludíková (BK MI Trenčín)           |